# Kim Ki-nam
Kim Ki-nam (tiếng Triều Tiên: 김기남; 28 tháng 8 năm 1929  –  7 tháng 5 năm 2024) là một quan chức nước Cộng hòa Dân chủ Nhân dân Triều Tiên. Ông là cựu Phó Chủ tịch (trước đây là Bí thư) Đảng Lao động Triều Tiên và Trưởng Ban Tuyên truyền và Cổ động Trung ương Đảng Lao động Triều Tiên từ năm 1989 đến năm 2017, chịu trách nhiệm điều phối báo chí, truyền thông, mỹ thuật và xuất bản của quốc gia hỗ trợ chính sách chính phủ. Ông cũng là Phó Chủ tịch Ủy ban Hòa bình Thống nhất Tổ quốc, với tư cách này ông dẫn đầu nhiều chuyến thăm đến miền Nam và đã phục vụ một số nhiệm kỳ trong Hội đồng Nhân dân Tối cao, mà ông được bầu lần đầu tiên vào tháng 11 năm 1977.

## Đầu đời và sự nghiệp
Kim Ki-nam sinh tại An Đạt, tỉnh Hắc Long Giang, Trung Quốc.
Tốt nghiệp Đại học Kim Il-sung và Trường Đảng Xô viết, ban đầu ông làm việc trong các vấn đề đối ngoại (làm đại sứ Bắc Triều Tiên tại Bắc Kinh đầu thập niên 1950) trước khi chuyển đến Ban Tuyên truyền và Cổ động vào cuối những năm 1960. Năm 1974, ông được bổ nhiệm làm biên tập viên tạp chí lý thuyết của Đảng, Kulloja, và năm 1976, ông được thăng chức làm tổng biên tập Rodong Sinmun. Ông được ghi nhận với việc xuất bản các bài báo và bài luận tạo nên sự tôn sùng của Kim Jong-il và ca ngợi vai trò lịch sử của Kim Il-sung. Ông được bầu vào Ủy ban Trung ương Đảng Lao động Triều Tiên tại Đại hội Đảng lần thứ 6 vào tháng 10 năm 1980, Trưởng Ban Tuyên truyền và Cổ động vào tháng 4 năm 1989 và đồng thời là Bí thư phụ trách tuyên truyền và lịch sử đảng vào năm 1992.
Kim Ki-nam là thủ trưởng tuyên truyền của đảng và là tác giả chính của các khẩu hiệu chính trị quốc gia trong chế độ của Kim Jong-il. Ông được trao cho một vai trò trong việc đảm bảo sự kế vị của Kim Jong-un và được bầu vào Bộ Chính trị vào tháng 9 năm 2010. Ông là một trong hai quan chức dân sự duy nhất đi cùng quan tài của Kim Jong-il trong lễ tang của ông vào tháng 12 năm 2011, người còn lại là Choe Thae-bok. Ông cũng được trao một ghế trong Ủy ban Quốc vụ Cộng hòa Dân chủ Nhân dân Triều Tiên vào tháng 6 năm 2016 khi ủy ban này được thành lập. Ông được thay thế vào tháng 10 năm 2017 bởi Pak Kwang-ho trong tất cả các chức vụ của mình tại một phiên họp toàn thể Ủy ban Trung ương.
Năm 2016, ông bị chính phủ Hoa Kỳ đặt dưới sự trừng phạt.
Ông nhập viện vì suy đa tạng vào tháng 4 năm 2022 và qua đời vào ngày 7 tháng 5 năm 2024, thọ 94 tuổi.